# Velika nagrada Buenos Airesa 1941
Velika nagrada Buenos Airesa 1941 je bila druga in zadnja dirka za Veliko nagrado v sezoni Velikih nagrad 1941 in ena redkih, ki so potekale med Drugo svetovno vojno. Odvijala se je 23. novembra 1941 v Costaneri. 

## Rezultati

### Dirka
| Poz | Št | Dirkač            | Dirkalnik             | Krogi | Čas/Odstop |
| --- | -- | ----------------- | --------------------- | ----- | ---------- |
| 1   | 40 | José Canziani     | Alfa Romeo 8C-35      | 40    | 53m49.5    |
| 2   | 39 | Oldemar Ramos     | Alfa Romeo 8C-35      | 40    | + 42.0     |
| 3   | 26 | Mario Chiozza     | Mercury Bi-motor      | 39    | + 1 krog   |
| 4   | 41 | Francisco Landi   | Alfa Romeo Tipo-B P3  | 39    | + 1 krog   |
| 5   | 44 | Gerardo Avelar    | Alfa Romeo            | 38    | + 2 kroga  |
| 6   | 43 | Forrest Greene    | Maserati              | 38    | + 2 kroga  |
| 7   | 16 | Rodolfo Martini   | Predelan Ford Model T | 38    | + 2 kroga  |
| 8   | 22 | Roque Brisco      | Neznan                | 36    | + 4 krogi  |
| 9   | 45 | Domingo Ochoteco  | Alfa Romeo            | 36    | + 4 krogi  |
| 10  | 3  | Alfredo Pian      | Predelan Ford Model T | 36    | + 4 krogi  |
| 11  | 10 | Mario Sessarego   | Predelan Ford Model T | 34    | + 6 krogov |
| Ods | 42 | Adriano Malusardi | Alfa Romeo Tipo-B P3  | 31    |            |
| Ods | ?  | Rossi             | Ford                  | 27    |            |
| Ods | ?  | Raoul Riganti     | Maserati 8CL          | ?     |            |
| DNS | ?  | Victorio Coppoli  | Mercedes              | ?     | Ni štartal |